# Scott Carpenter
Malcolm Scott Carpenter (Boulder, 1 de maio de 1925 – Denver, 10 de outubro de 2013) foi um piloto, astronauta e aquanauta norte-americano e um dos sete integrantes do Projeto Mercury, o pioneiro projeto de voos espaciais tripulados do programa espacial dos Estados Unidos.
Carpenter foi o quarto norte-americano no espaço e o segundo  a entrar em órbita da Terra, o que fez a bordo da cápsula Aurora 7, em maio de 1962, viajando durante cinco horas e três voltas completas ao redor do planeta.

## Carreira

### Piloto naval
Durante a Segunda Guerra Mundial, fez um curso de cadete-aviador num programa de treinamento da Marinha dos Estados Unidos, retornando à sua cidade natal de Boulder, para estudar engenharia aeronáutica na Universidade do Colorado. Na iminência do início da Guerra da Coreia, em 1949 fez treinamento de piloto de combate na base aeronaval de Pensacola, na Flórida, recebendo suas 'asas' em 1951. Suas primeiras missões foram em patrulha anti-submarina durante o conflito na Coreia, depois realizando missões de vigilância ao longo das costas chinesa e soviética.
Em 1954, ele cursou a Escola de Piloto de Teste Naval dos Estados Unidos em Patuxent River, onde continuou até 1957, voando como piloto de testes. Em 1958, nomeado oficial de inteligência aérea, ficou baseado no porta-aviões USS Hornet.

### Astronauta
Após ser escolhido para o Projeto Mercury em 1959, Carpenter atuou como astronauta-reserva de John Glenn, que realizou o primeiro voo orbital tripulado norte-americano em fevereiro de 1962.
Quando Donald Slayton, um dos outros sete astronautas do programa espacial, teve que retirar-se do segundo voo por problemas médicos, Carpenter foi escolhido para substituí-lo.
Ele foi ao espaço em 24 de maio de 1962, lançado no cimo de um foguete Atlas-7 para uma missão de três órbitas em volta da Terra, que duraram cerca de cinco horas. Sua cápsula Aurora 7 atingiu a altitude máxima de 164 milhas náuticas (cerca de 260 km), numa velocidade orbital de quase 30 mil km por hora.

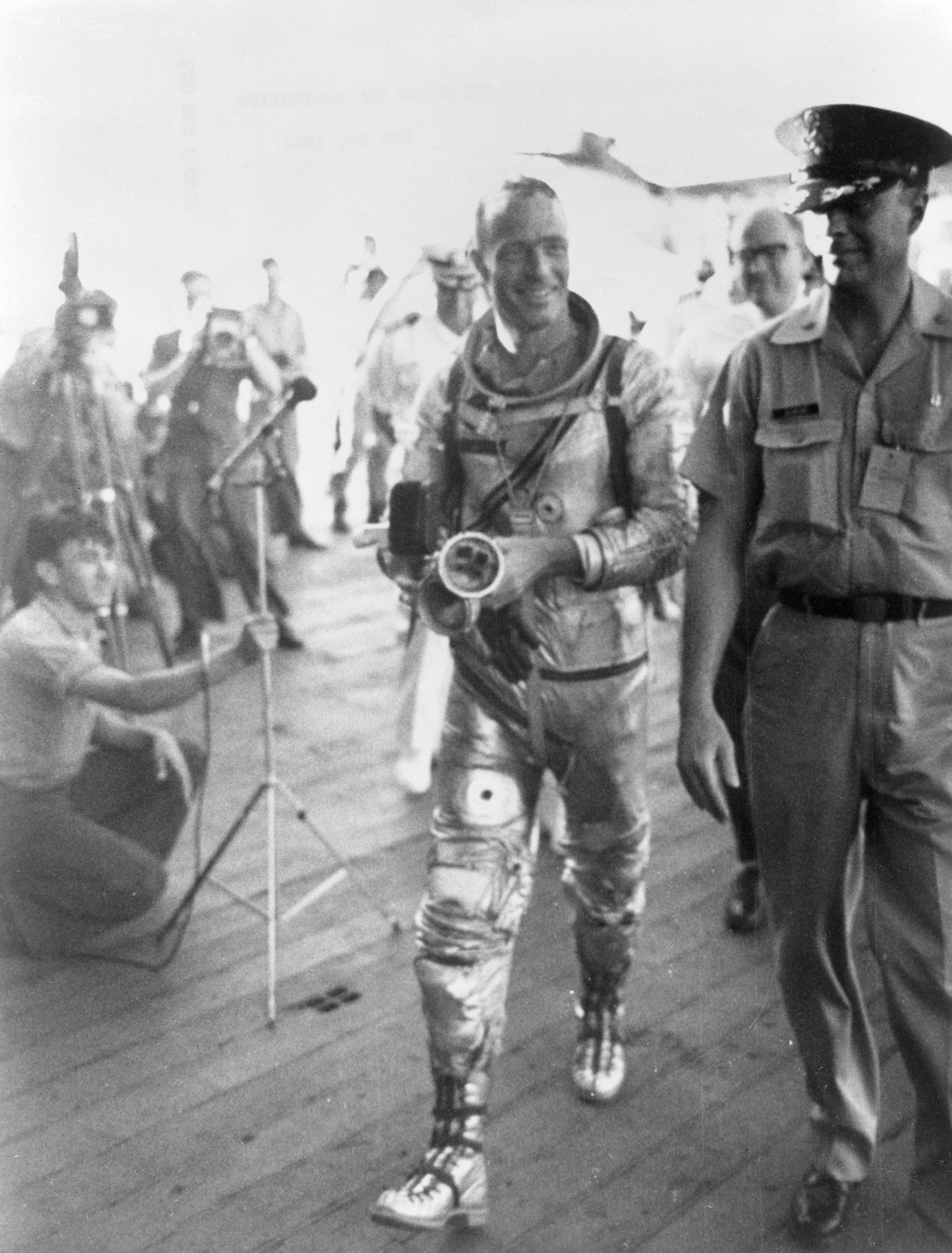
Carpenter a bordo do USS Intrepid, após ser regatado do mar, ao fim de sua missão espacial.

Durante o voo, Scott fez cinco experiências a bordo planejadas pela direção da missão, que ajudaram a observar partículas de líquidos congelados em volta da nave, e foi o primeiro astronauta a se alimentar de comida sólida no espaço e na microgravidade. Nessa missão, também foi primeiro astronauta da história a se comunicar via-rádio com um civil em terra, Richard Hardon que conseguiu invadir os sistemas de comunicação para conversar com Carpenter. Seu retorno à Terra foi problemático. Com pouco combustível, indicadores na espaçonave indicando mau funcionamento e sem contato com os controladores em Cabo Canaveral, foi obrigado a pousar manualmente e muito longe do ponto previsto, fazendo com que jornalistas chegassem a anunciar que talvez ele tivesse morrido na reentrada. Mesmo assim, ele conseguiu pousar em segurança.

## Vida posterior
Carpenter nunca mais voltou ao espaço, passando a se dedicar a experiências no mar, participando de estudos submarinos junto com a Marinha, em que chegou a passar 30 dias sob o oceano na costa da Califórnia dentro de um habitat submerso, como parte do programa naval SeaLab II. Depois de se retirar da vida militar em 1969, fundou sua própria empresa, Sea Sciences Inc. e trabalhou junto com o explorador francês Jacques Cousteau em diversas explorações submarinas, inclusive sob o gelo do Oceano Ártico.
Morreu aos 88 anos, em 10 de outubro de 2013, em Denver, no seu estado natal do Colorado, sem conseguir se recuperar de um  acidente vascular cerebral que o atingiu em setembro do mesmo ano.